# Szeretettel meghívjuk
A Szeretettel meghívjuk (eredeti cím: You're Cordially Invited) 2025-ben bemutatott amerikai romantikus filmvígjáték, amelyet Nicholas Stoller írt és rendezett az Amazon MGM Studios számára. A főbb szerepekben Will Ferrell, Reese Witherspoon, Geraldine Viswanathan és Meredith Hagner látható.
A film 2025. január 30-án jelent meg az Amazon Prime Video szolgáltatáson.

## Cselekmény
Margot a húga, Neve esküvőjét szervezi, míg Jim a lánya, Jenni esküvőjére készül. A két esküvőt azonban ugyanarra a napra, ugyanarra a helyszínre foglalták le. Margot és Jim úgy döntenek, hogy a tervezett módon folytatják az ünnepséget, ami konfliktushoz és káoszhoz vezet.

## Szereplők
| Szerep                                | Színész                | Magyar hang         |
| ------------------------------------- | ---------------------- | ------------------- |
| Jim, Jenni édesapja                   | Will Ferrell           | Kerekes József      |
| Margot, esküvőszervező és Neve nővére | Reese Witherspoon      | Ruttkay Laura       |
| Jenni, menyasszony és Jim lánya       | Geraldine Viswanathan  | Engel-Iván Lili     |
| Neve, menyasszony és Margot húga      | Meredith Hagner        | Pánics Lilla        |
| Dixon                                 | Jimmy Tatro            | Berecz Kristóf Uwe  |
| Oliver                                | Stony Blyden           | Baráth István       |
| Gwyneth                               | Leanne Morgan          | Horváth Lili        |
| Colton                                | Rory Scovel            | Megyeri János       |
| Heather                               | Keyla Monterroso Mejia |                     |
| Kelly                                 | Ramona Young           |                     |
| Leslie                                | Jack McBrayer          | Seszták Szabolcs    |
| Barry kapitány                        | Fortune Feimster       |                     |
| Flora                                 | Celia Weston           | Menszátor Magdolna  |
| önmaga                                | Bobby Moynihan         | Petridisz Hrisztosz |
| Maszkos táncos házigazda              | Wyatt Russell          |                     |
| Davey                                 | Vinny Thomas           | Pálmai Szabolcs     |
| önmaga                                | Peyton Manning         |                     |
| Abigail                               | Lauren Holt            |                     |
| Jerry atya                            | Wesley Mann            | Törköly Levente     |
| Luther atya                           | Nick Jonas             | Ács Balázs          |

### Magyar változat
- Magyar szöveg: Pipó László
- Hangmérnök: Bederna László
- Vágó: Pilipár Éva
- Gyártásvezető: Vigvári Ágnes
- Szinkronrendező: Orosz Ildikó
- Produkciós vezető: Kapás Péter

A szinkront a Direct Dub Studios készítette el.

## A film készítése
Nicholas Stoller írja, rendezi és producerként is jegyzi a filmet a saját forgatókönyve alapján. Will Ferrell és Reese Witherspoon nemcsak főszereplőként, hanem producerekként is közreműködnek, Jessica Elbaum, Gloria Sanchez, Conor Welch és Lauren Neustadter társaságában. A film gyártásáért a Stoller Global Solutions, Gloria Sanchez Productions és Hello Sunshine produkciós cégek felelnek. A projekt 2022 júliusában került az Amazon Studioshoz.
Ferrell és Witherspoon csatlakozását 2022 júniusában jelentették be. A forgatás 2023 májusában kezdődött Atlantában.

## Bemutató
A filmet 2025. január 30-án mutatták be világszerte az Amazon Prime Videón. Az első előzetes 2024 májusában jelent meg.